# Contexte opaque
Un contexte opaque est un contexte linguistique dans lequel il n'est pas possible de substituer l'un à l'autre des termes
coréférentiels tout en garantissant la préservation des valeurs de vérité.
Le terme est utilisé en philosophie dans la Théorie des références par opposition à un "contexte transparent". Par exemple :
- Opacité : "Marie sait que Cicéron était un grand orateur" est "référentiellement opaque";

bien que Cicéron soit aussi appelé Tully, on ne peut pas simplement substituer "Tully" à "Cicéron" dans ce contexte et dire que "Marie sait que Tully était un grand orateur" car Marie peut ne pas savoir que Tully est Cicéron.
- Transparence : "Cicéron était un orateur romain" est "référentiellement transparent"; Il n'y a pas de problème à substituer "Tully" ici : "Tully était un orateur romain".